# Louis-Joseph de Montecler (1602-1650)
 (mars 2017).
 (mars 2017).
Louis-Joseph de Montecler (1602-1650) est un militaire et marin français du XVIIe siècle.

## Biographie

### Origines et famille
Louis-Augustin de Montecler est un membre de la famille de Montecler. Il est le fils puiné d'Urbain de Montecler, (1577-1641) premier marquis de Montecler et de Marie de Froulay.

### Carrière militaire
« Aussi recommandable par sa naissance que par son courage, il s'était signalé non-seulement en plusieurs occasions dès son plus bas âge, contre les Turcs où il fut blessé ».
Dès l'âge de dix-sept ans, il prit une part active aux expéditions de Louis XIII pour recouvrer son autorité sur les Protestants. Il fut capitaine au régiment de Normandie dès 1616. Il  participa à la Bataille des Ponts-de-Cé en 1620, et lors des Rébellions huguenotes aux sièges de Clairac et de Montauban en 1621.
Il se distingua, dans la marine de France, d'abord au Blocus de La Rochelle (1621), en commandant l'escadre qui était entre cette ville et la digue. Il participa aux sièges de Montpellier (1622), de Privas et d'Alès (1629), aux campagnes de Lorraine.
Au Canada, à la tête de six vaisseaux, il reprit les forts, dont les Anglais s'étaient emparés. Après avoir été chargé de veiller à la garde du Havre, ennuyé de son inaction, il sollicita un autre emploi. En 1635, Armand Jean du Plessis de Richelieu le nomma au grade de lieutenant-colonel du Régiment de La Marine.
En 1638, il commanda le Régiment de La Marine au siège de Saint-Omer, puis au Siège de Hesdin en 1639. Il participa lors de la guerre franco-espagnole le 4 août 1639 à la bataille du fort de Saint-Nicolas, à l'entrée de la Flandre. Il chargea les Espagnols et mit en déroute trois de leurs bataillons, et fit prisonniers huit capitaines et plusieurs autres officiers. Animé par le succès, Louis de Monteclerc força les trois barricades qui défendaient le village et se rendit maître du canon des ennemis. Dans cette affaire, il reçut plusieurs coups de lance et d'épée et fut atteint d'un mousquet qui lui fracassa le bras; (Armand Jean du Plessis de Richelieu lui accorda en souvenir et trophée de ses faits d'armes une petite pièce d'artillerie  qui fut saisi par le district d'Evron en 1791, lorsque fut désarmé le château de Montecler). Il participa au siège de Furne et au siège de Dixmude, où il commandait un corps d'armée sous le maréchal de Rauzan.
En 1643, il fut nommé maréchal de camp puis lieutenant-général des armées du roi.
En 1648, il était maitre de camp du régiment de Montecler, composé de 2 000 hommes d'infanterie. Il fut ensuite nommé gouverneur des ville et citadelle de Doullens en Picardie.
Il se distingua à la bataille de Guise en juin 1650. 
Il mourut à Mézières le 3 octobre 1650 d'une blessure reçue près d'Aubenton et fut inhumé dans l'église de Châtres, son cœur est resté dans l'église des Cordeliers de Mézières.

## Sources
- Louis-Marie-François Guiller, Recherches sur Changé-les-Laval, tome II, Laval, 1883.
- curé François-Augustin Gérault Notice sur le château de Montéclair, dans Mémorial de la Mayenne, Volume 2, 1843, pages 20 à 28.
- article de Maurice Passe Le château de Montécler et ses seigneurs dans la Revue historique et archéologique du Maine, 1910, page 88 à 100..